# Tau1 Hydrae
Tau1 Hydrae (Ukdah, 31 Hydrae) é uma estrela na direção da constelação de Hydra. Possui uma ascensão reta de 09h 29m 08.84s e uma declinação de −02° 46′ 08.2″. Sua magnitude aparente é igual a 4.59. Considerando sua distância de 56 anos-luz em relação à Terra, sua magnitude absoluta é igual a 3.43. Pertence à classe espectral F6V.